# تطهير الإنسان
تَطهير الإنسان هُو عَمَلية إزالة الَمواد الخَطِرة مِن جِسم الإنسان، بِما في ذلك المَواد الكيميائية وَالمَواد المُشِعَّة والمواد المُعدية.

## مَبادِئ عامة

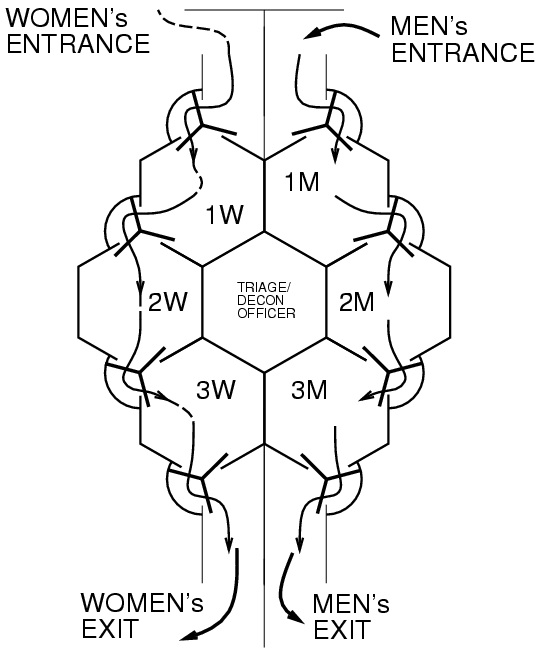
عادة ما يتم تطهير البشر من خلال إجراء من ثلاث خطوات ، مفصولة حسب الجنس: إزالة الملابس ، والغسيل ، وإعادة الملابس.

عادة ما يتم فصل الأشخاص المشتبه في إصابتهم بالتلوث عن طريق الجنس، ويقادون إلى خيمة أو مقطورة لإزالة التلوث، حيث يلقون ملابسهم التي يحتمل أن تكون ملوثة في غرفة خلع الملابس، ثم يدخلون غرفة الغسيل حيث يتم الاستحمام، أخيرًا يدخلون غرفة التجفيف وإعادة ارتداء الملابس ليحصلوا على ملابس نظيفة أو بذلة أو ما شابه.
تشتمل بعض المرافق الأكثر تنظيمًا على ست غرف (غرف للتعري والغسيل والفحص، لكل من الرجال والنساء وفقًا للرسم المرفق).
بعض المرافق قابلة للتشغيل عن بعد، التي تستخدم رغوة الصابون الشائعة، تزيل الغبار الخارجي الذي قد يحتوي على نظائر مشعة، يُنصح عند استخدام الرغوة الحرص على عدم انتشار الغبار الذي قد يصل إلى مناطق مكشوفة وغير مغطاة من الجلد.
التطهير الجماعي هو تطهير أعداد كبيرة من الناس، تشرح اللجنة التابعة لأمن الطيران العالمي التابع لـمجلس المطارات الدولية (ACI) عملية إزالة التلوث، وبالتالي تشير على وجه التحديد إلى خطط سلطات لوس أنجلوس:
"تشبه عملية التطهير / التطهير وضع البشر في غسيل سيارات بعد إتلاف ملابسهم أولاً.
وضعت مطارات لوس أنجلوس العالمية خطة طوارئ لتطهير ما يصل إلى 10000 شخص ربما تعرضوا لمواد بيولوجية أو كيميائية"

## تطهير المستشفى

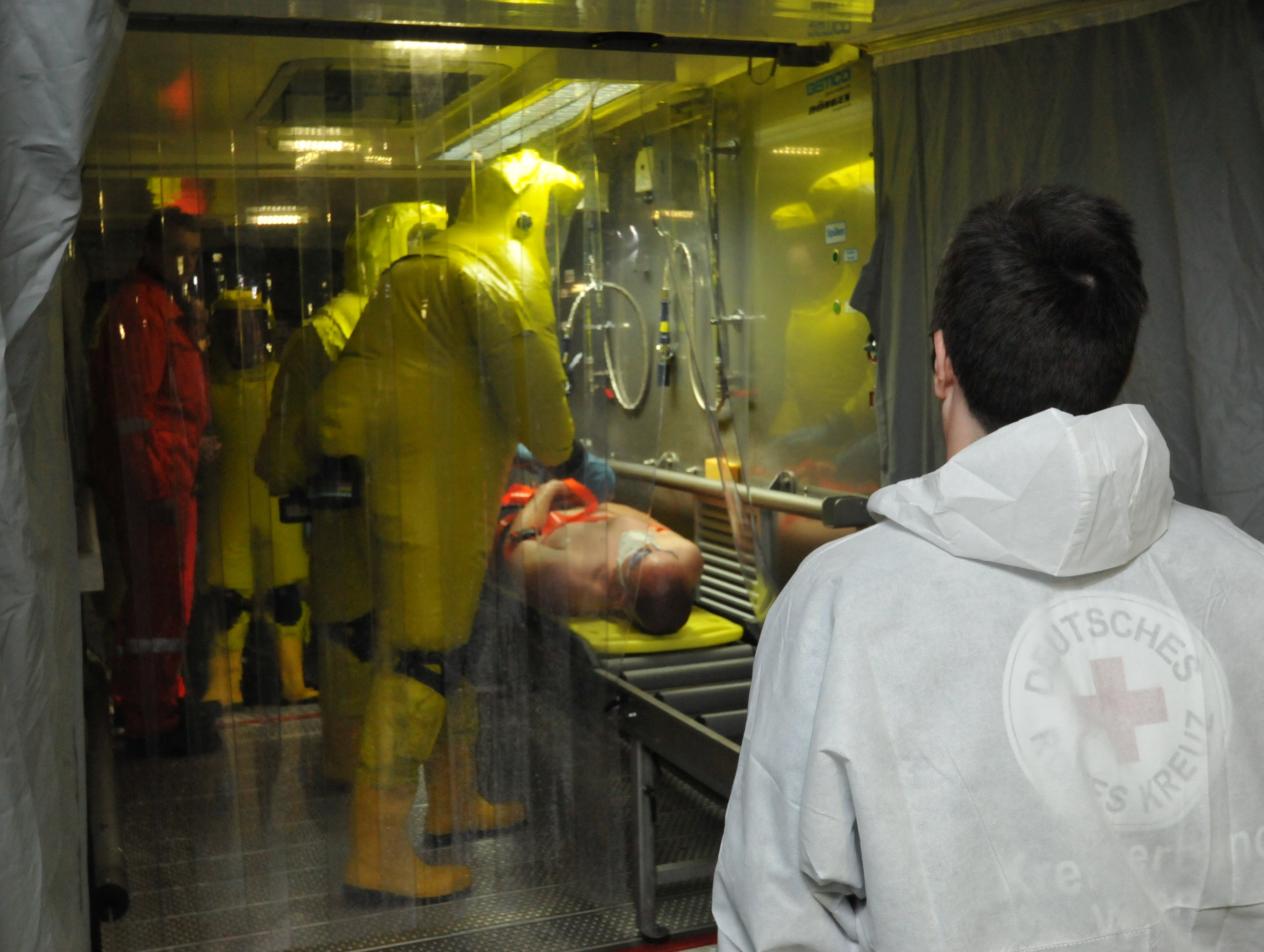
تطهير الضحية المصابة

معظم المستشفيات في الولايات المتحدة مستعدة للتعامل مع تدفق كبير للمرضى من هجوم إرهابي. تعد فرق التطهير في المستشفى من المتطوعين هذه الفرق مدربة بشكل خاص على تركيب الحمامات أو معدات الغسيل، وارتداء معدات الحماية الشخصية، ولضمان سلامة كل من الضحايا والمجتمع أثناء الاستجابة. من منظور التخطيط، يجب أن نتذكر أن المستجيبين الأوائل في معدات الحماية الشخصية من المستوى أ أو ب سيكون لديهم مدة عمل محدودة، عادةً من 20 دقيقة إلى ساعتين.
عادةً ما تستخدم هذه الفرق حمامات تطهير مدمجة في المستشفى أو الخيام التي أقيمت في الخارج من أجل تطهير الأفراد، بخلاف حوادث الإرهاب، قد تكون حالات التعرض الشائعة مرتبطة بانسكابات المصانع والحوادث الزراعية وحوادث المركبات. الحوادث شائعة في كل من المجتمعات الحضرية والريفية.
يُعد تطهير المستشفى أحد مكونات نظام التحكم في حوادث المستشفى وهو مطلوب في المعايير التي وضعتها اللجنة المشتركة.

## تمارين إزالة التلوث
كثيرًا ما تُستخدم تمارين إزالة التلوث لاختبار مدى استعداد خطط الطوارئ والأفراد.

### التمارين من ثلاثة أنواع
- سطح المنضدة - تمرين يتم إجراؤه مع موظفين مسؤولين يقوم فيه الميسر بنقل معلومات حول سيناريو ما إلى المجموعة، ثم تناقش المجموعة الإجراءات التي سيتخذها كل منهم في الموقف المحدد، لا توجد «استجابة مباشرة» أو استخدام الأصول، سطح الطاولة هو أسلوب منخفض التأثير ومنخفض الضغط لمراجعة خطط الطوارئ.
- وظيفي - تمرين وظيفي يشمل الوكالات المشاركة في مركز عمليات الطوارئ، يتم تقديم سيناريو ويخوض اللاعبون الإجراءات التي كانوا سيفعلونها إذا كانت حادثة حقيقية، يختبر التمرين الموارد الفنية وخطط مركز عمليات الطوارئ، لا توجد «استجابة مباشرة» خارج مركز عمليات الطوارئ.
- النطاق الكامل - التمرين على نطاق واسع هو أكثر أنواع التمارين مشاركة والأكثر صعوبة في التخطيط والتنفيذ، يمكن أن تختلف التدريبات على نطاق واسع في الحجم من وكالة أو بلدية إلى تمارين متعددة الجنسيات مثل تمرين توبوف (TOPOFF) السنوي الذي تقوده حكومة الولايات المتحدة. في تمرين واسع النطاق، يتم إنشاء سيناريو وتصرفه بطريقة واقعية، من المتوقع أن يتصرف المتدربون وفقًا للخطط الموضوعة وكما يفعلون في حادث حقيقي، في بعض الأحيان يجب محاكاة أجزاء معينة من التمرين بسبب المعدات أو لأسباب مالية أو تتعلق بالسلامة، مما يجعل السيناريو مربكًا في بعض الأحيان، غالبًا ما تُستخدم التدريبات على نطاق واسع كفرصة لاختبار وتقييم مستوى التأهب الحقيقي للوكالة.

## قيادة موحدة

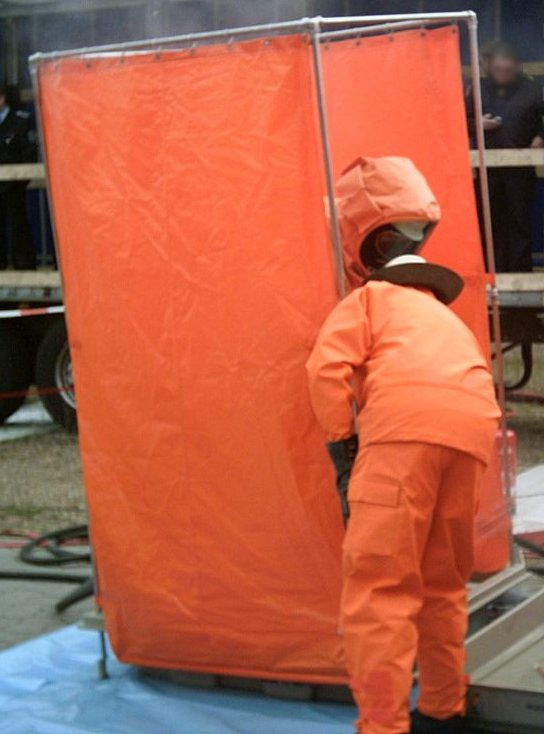
تطهير الأشخاص أثناء ممارسة عمل فرقة الإطفاء (ألمانيا)

التعاون بين مختلف مستويات السلطة، وبين مختلف البلدان، مطلوب لمواجهة تهديدات الإرهاب البيولوجي، لأن التلوث لا يعرف حدودًا. لا يتوقف المرض والتلوث عند الحدود من دولة إلى أخرى. وبالتالي، فإن منظمات مثل الناتو، تجمع الدول الأعضاء معًا لممارسة كيفية احتواء تفشي المرض، وإنشاء مرافق الحجر الصحي، ورعاية الأشخاص النازحين.

## جمع المتعلقات الشخصية كدليل
الضباط (ضباط التطهير في منطقة «الخلع» أو نزع الملابس) غالبًا ما يكونون من أفراد الشرطة أو الجيش، وعلى استعداد للتعامل مع الأشخاص غير المنضبطين الذين يرفضون التعاون مع المستجيبين الأوائل.
على سبيل المثال، يقترح جنود الجيش الأمريكي والقيادة الكيميائية البيولوجية ما يلي:
«الحادث برمته هو مسرح جريمة يتطلب جمع أدلة جنائية وممتلكات الضحايا المشبوهة. يجب الحفاظ على سلسلة عهدة مناسبة لجميع الأدلة. ... يمكن أن يكون المرضى مشتبه بهم وقد تكون متعلقاتهم دليلاً. . . . قم بتوجيه المرضى من خلال عملية إزالة التلوث التفصيلية والتعامل مع المرضى الذين يحتمل أن يكونوا عصبيين. . . . فرض النظام عندما يصبح الأشخاص غير متعاونين عندما يُطلب منهم نزع الملابس والتخلي عن الأغراض الشخصية». .
يشير كريس سيبل في «منظور آخر حول الدور المحلي للجيش في إدارة العواقب» إلى أن عملية جمع الأدلة لتحديد الأشخاص المصابين وممتلكاتهم يجب أن تشمل أيضًا عملية المراقبة بالفيديو:
التعرف على الضحايا المصابين وأمتعتهم الشخصية. . . كما يتم تصوير الضحايا بالفيديو وهم يتقدمون عبر خط التطهير.
المراقبة بالفيديو. . . ويمكن استخدام الوثائق المسجلة بالفيديو فيما بعد في عمليات تقديم الأدلة.
على الرغم من وجود مخاوف واضحة تتعلق بالخصوصية في المراقبة، يمكن للمرء أيضًا أن يجادل بأنه نظرًا لطبيعة الإرهاب العالية المخاطر، فإن هذه المراقبة لها ما يبررها، كما هو الحال في مناطق أخرى عالية الخطورة مثل مجمعات الاستحمام حيث غالبًا ما تستخدم المراقبة بسبب مخاطر الغرق، في هذه الحالات، غالبًا ما يُعتقد أن أهمية السلامة تفوق مخاوف الخصوصية.

## التعامل مع الضحايا غير المتعاونين
أحد العناصر التي تفصل بين التدريبات والوضع الواقعي هو التعامل مع الضحايا المذعورين أو غير المتعاونين. يجب تعيين أفراد الأمن في المنطقة للسيطرة على الحشود ولضمان التدفق المناسب للأفراد داخل وخارج منطقة إزالة التلوث.
في هجوم حقيقي، قد يكون الجناة من بين الضحايا، أو قد يكون بحوزة بعض الضحايا مواد مهربة، أو أدلة قد تساعد سلطات إنفاذ القانون في حل الجريمة.
وهناك اعتبار آخر هو أن بعض ضحايا الجناة قد يرفضون المرور عبر غرفة التطهير لأن هذا سيؤدي إلى اكتشاف البضائع المهربة التي قد يختبئون بها.
على سبيل المثال، من المحتمل ألا يكون الشخص الذي يحمل المتفجرات مربوطًا بجسده تحت ملابسه على استعداد لخلعها، قد تحاول مثل هذه الضحية الهروب، وتحتاج إلى تقييدها لإزالة التلوث.
يتعامل الضباط المنفصلون من الذكور والإناث (ضباط إزالة التلوث) مع المرضى الذين يُحتمل أن يكونوا غير منضبطين، من خلال تقييد اليدين باستخدام الأصفاد المرنة، وقطع القميص، ثم خلع الأحذية والسراويل بشكل طبيعي، هذا يتطلب عادة اثنين من الضباط.
تصف بلفاست تلغراف مثل هذا الموقف:
«... يمنع المئات من المخادعين الذين يلعبون دور ضحايا القنابل المَصدومين. مُغطّون بالرَّماد ومَلفوفون بالضمادات، هؤلاء الناس يترنحون حولهم، في حالة ذهول وحيرة، مثل العديد من جنود الحرب العالمية الأولى الذين أصيبوا بصدمة قذائف، بينما تتقدم قوات مكافحة الشغب إلى الأمام لتعزيز الطوق واستخدام دروعها وهراواتها للرد... مناشدة بشدة من أجل الهدوء، إنهم يطلبون من الناس تقديم ملف بطريقة منظمة بشأن وحدات إزالة التلوث التي يتم تجميعها بسرعة من قبل رجال الإطفاء في بدلات برتقالية منتفخة من الإشعاع الكيميائي البيولوجي النووي (CBRN)».
انظر أيضًا قائد الكتيبة مايكل فاري:
يحضرون معهم مجموعة من وكالات إنفاذ القانون ولا يواجهون أي مشكلة إذا احتاج شخص ما إلى تقييد اليدين بالأصفاد أو الأصفاد المرنة أو أي شيء لمنعهم من الانتقال من المنطقة الساخنة إلى منطقة باردة؛ في حين أن قسم مكافحة الحرائق، لسنا مستعدين للقيام بذلك. . . . كوامي هولمان: يقول العقيد هامس إن مشاة البحرية التابعة له مدربون على التعامل مع الأشخاص غير المتعاونين. . . . إذا كانوا هستيريين حقًا، فهناك بعض التقنيات البسيطة من هذا البرنامج المسمى فنون الدفاع عن النفس البحرية، والتي تعلم مهارات فنون الدفاع عن النفس المختلفة؛ هناك تقنيات شائعة تستخدمها الشرطة أيضًا لتوفير الامتثال للألم - لا يوجد ضرر دائم، يكفي فقط لجذب انتباهك، ويسمح لنا بالسيطرة عليك. إذا كنت لا تزال غير قادر على ذلك، فيمكننا التحكم في الأصفاد المرنة، ومن ثم سنقوم بإزالة التلوث عنك. وإذا كنت هادئًا في هذه المرحلة، فإننا نخرجك. إذا كنت لا تزال غير هادئ، فسيُطلب من الشرطة مساعدتنا.

## التلوث البشري الداخلي
يمكن أن يدخل التلوث الإشعاعي إلى الجسم عن طريق الابتلاع أو الاستنشاق أو الامتصاص أو الحقن. سيؤدي هذا إلى جرعة مخصصة من الإشعاع.
لهذا السبب، من المهم استخدام معدات الحماية الشخصية عند العمل مع المواد المشعة. يمكن أيضًا تناول التلوث الإشعاعي نتيجة تناول النباتات والحيوانات الملوثة أو شرب المياه الملوثة أو الحليب من الحيوانات المعرضة. بعد حادث تلوث كبير، ينبغي النظر في جميع المسارات المحتملة للتعرض الداخلي.
تم استخدام العلاج بالاستخلاب والعلاجات الأخرى بنجاح على هارولد مكلوسكي، لتلوث النويدات المشعة الداخلية.

## روابط خارجية
- تقنية غرف الأبحاث - المجلة الداخلية للتحكم في التلوث
- المطار يستعرض غسيل السيارات البشري
- المؤتمر السنوي لإزالة التلوث (دي)
- مختبر رودس نسخة محفوظة 2 فبراير 2020 على موقع واي باك مشين.
- شركة TVI (تصنع الخيام التي تحتوي على ممرات منفصلة للرجال والنساء على كل جانب، مع ممر مركزي للمرضى الذين لا يتنقلون)
- تكنولوجيا First Line - التطهير الشامل وأنظمة ومعدات التطهير الشخصية
- Airshelter - ACD ، الشركة المصنعة للملاجئ المتنقلة وسريعة الانتشار وأنظمة decon (الجماعية)
- qüb9 Environmental - الشركة المصنعة للحاويات المتنقلة لإزالة التلوث البشري والقابلة للنشر ومنصات decon